# Cour suprême de cassation de Bulgarie
 (septembre 2023).
La mise en forme du texte ne suit pas les recommandations de Wikipédia : il faut le « wikifier ».
Les points d'amélioration suivants sont les cas les plus fréquents. Le détail des points à revoir est peut-être précisé sur la page de discussion.
- Les titres sont pré-formatés par le logiciel. Ils ne sont ni en capitales, ni en gras.
- Le texte ne doit pas être écrit en capitales (les noms de famille non plus), ni en gras, ni en italique, ni en « petit »…
- Le gras n'est utilisé que pour surligner le titre de l'article dans l'introduction, une seule fois.
- L'italique est rarement utilisé : mots en langue étrangère, titres d'œuvres, noms de bateaux, etc.
- Les citations ne sont pas en italique mais en corps de texte normal. Elles sont entourées par des guillemets français : « et ».
- Les listes à puces sont à éviter, des paragraphes rédigés étant largement préférés. Les tableaux sont à réserver à la présentation de données structurées (résultats, etc.).
- Les appels de note de bas de page (petits chiffres en exposant, introduits par l'outil «  Source ») sont à placer entre la fin de phrase et le point final[comme ça].
- Les liens internes (vers d'autres articles de Wikipédia) sont à choisir avec parcimonie. Créez des liens vers des articles approfondissant le sujet. Les termes génériques sans rapport avec le sujet sont à éviter, ainsi que les répétitions de liens vers un même terme.
- Les liens externes sont à placer uniquement dans une section « Liens externes », à la fin de l'article. Ces liens sont à choisir avec parcimonie suivant les règles définies. Si un lien sert de source à l'article, son insertion dans le texte est à faire par les notes de bas de page.
- La présentation des références doit suivre les conventions bibliographiques. Il est recommandé d'utiliser les modèles {{Ouvrage}}, {{Chapitre}}, {{Article}}, {{Lien web}} et/ou {{Bibliographie}}. Le mode d'édition visuel peut mettre en forme automatiquement les références.
- Insérer une infobox (cadre d'informations à droite) n'est pas obligatoire pour parachever la mise en page.

Pour une aide détaillée, merci de consulter Aide:Wikification.
Si vous pensez que ces points ont été résolus, vous pouvez retirer ce bandeau et améliorer la mise en forme d'un autre article.
La Cour suprême de cassation (bulgare : Върховен касационен съд) est la dernière cour d'appel en République de Bulgarie en matières civile et pénale. Son travail est régi par la Constitution de 1991. Selon l'article 124, il exerce le pouvoir judiciaire suprême sur l'application de la loi devant tous les tribunaux. La Cour suprême de cassation peut même annuler une décision définitive d'un tribunal inférieur. Il participe également à la nomination des juges de la Cour constitutionnelle. La Cour suprême de cassation doit toutefois renvoyer des affaires à la Cour constitutionnelle lorsqu'elle constate une contradiction entre les lois et la Constitution de la République, ou qu'une question de constitutionnalité se pose dans l'affaire.
Le président de la Cour est nommé et révoqué par le Président de la République de Bulgarie, pour une durée de sept ans, sur proposition du Conseil judiciaire suprême. Le président ne peut prétendre à un second mandat.

## Histoire
La Cour suprême fut créée en 1878. Son premier président était Dimitar Grekov.
Le 25 mai 1880, est installée la Cour suprême de cassation, en vertu de la loi sur la structure des tribunaux.
Après le coup d'État du 9 septembre 1944, le gouvernement a commencé à adopter des décrets-lois qui ont créé un tribunal populaire extraordinaire. Un grand nombre de juges et d’autres membres du pouvoir judiciaire ont été internés, envoyés en prison ou tués. La Constitution Dimitrov de 1947 a établi une nouvelle organisation juridictionnelle. La Cour suprême de cassation, la Cour administrative suprême et la Cour militaire suprême ont été fusionnées pour former la nouvelle Cour suprême de la République populaire de Bulgarie. Ses membres étaient élus par l'Assemblée nationale, la majorité étant des membres du Parti communiste bulgare. La Cour suprême connaissait en première instance des accusés, des généraux, des procureurs, des juges et des enquêteurs et, en deuxième instance, elle statuait sur les appels et les réclamations contre les actes judiciaires d'autres organes juridictionnels. 
Au cours des années suivantes, la Cour fut tenue de rendre compte de ses activités à l'Assemblée nationale et à son Présidium (après 1971, le Conseil d'État). Elle se composait d'un collège criminel, civil et militaire avait même reçu le droit d'initiative législative. 